# 고대 코린토스

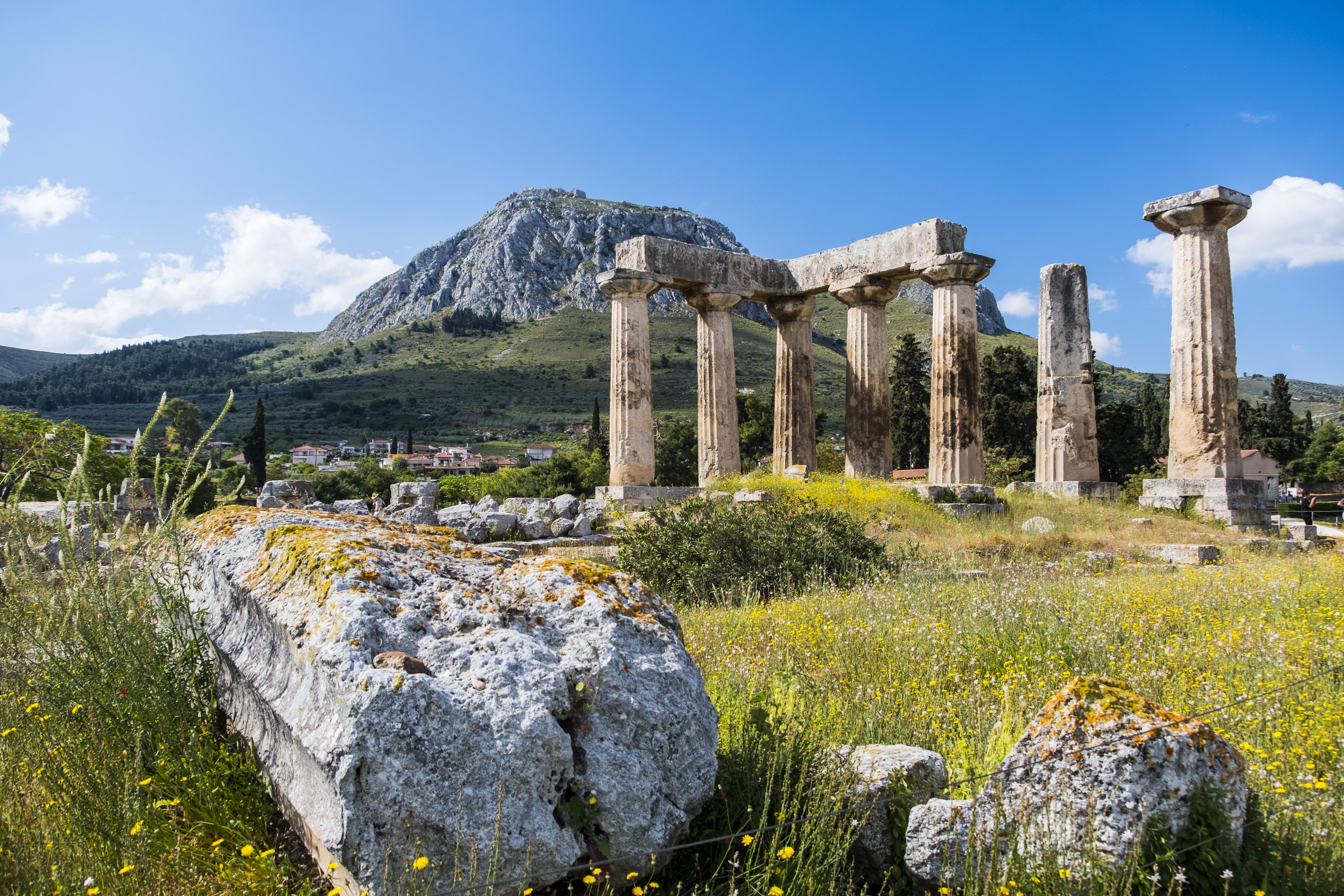

코린토스(그리스어: Κόρινθος)는 고대 그리스의 도시 국가로, 펠로폰네소스반도와 그리스 본토를 이어주는 코린토스 지협에 자리 잡아 아테나이와 스파르타의 대략 중간 지점에 있는 나라였다. 오늘날 코린토스 시는 고대 코린토스 유적과 대략 북서쪽으로 5km 거리의 가까운 곳에 있다.
기독교인들에게 코린토스는 신약성서에서 사도 바울이 보낸 첫 번째, 두 번째 편지로 잘 알려졌다. 또한 사도 바울의 선교 활동의 일부로 사도 행전에서도 언급된다. 파우사니아스의 《그리스 이야기》의 제2권은 코린토스를 중점으로 다룬다.
고대 코린토스는 기원전 400년에 인구 90,000명을 지닌, 고대 그리스의 거대하고 중요했던 도시 중 하나였다. 로마인들은 기원전 146년에 코린토스를 파괴하고, 기원전 44년에 그 위치에 새로운 도시를 세웠으며, 이후 코린토스 현의 현도가 되었다.

## 같이 보기
- 이스트미아 제전
- 이스트미아 신전